# Festivalbar 2001
Il trentottesimo Festivalbar è stato una manifestazione canora che si è svolta durante l'estate del 2001.

## Descrizione
Nell'estate del 2001, il Festivalbar si svolse nel corso di 10 puntate. Sedi della manifestazione furono: Prato della Valle a Padova, il Teatro Romano di Benevento, il Teatro Greco di Taormina, l'Arena Alpe Adria di Lignano Sabbiadoro e l'Arena di Verona, consueto scenario della finale.
Le serate finali di Verona vennero registrate il 7 e 8 settembre 2001 per essere teoricamente trasmesse in differita su Italia 1 tre giorni dopo, la messa in onda venne però poi rinviata al 17 e 18 settembre a causa degli attentati dell'11 settembre. 
La conduzione venne affidata ad Alessia Marcuzzi,  Daniele Bossari e Natasha Stefanenko.
Vincitore assoluto dell'edizione fu Vasco Rossi, sia nella sezione singoli con il brano Ti prendo e ti porto via, sia in quella degli album con Stupido Hotel. Valeria Rossi vinse invece il premio rivelazione dell'anno.

## Cantanti partecipanti

Valeria Rossi durante l'esibizione alla finale del Festivalbar 2001

- Vasco Rossi - Ti prendo e ti porto via, Siamo soli  e Stupido hotel
- Pino Daniele - Sara e Mareluna
- Davide De Marinis - La pancia
- Alexia - Money Honey
- Raf - Infinito e Via
- Zucchero - Ahum e Baila
- Noelia - Candela
- Estrella - La playa del sol
- Valeria Rossi - Tre parole
- Carlotta - Caresse toi
- Destiny's Child - Survivor e Bootylicious
- Kylie Minogue - Can't Get You Out of My Head
- Rosana - Pa' ti no estoy
- Paola & Chiara - Fino alla fine
- Elisa - Luce (tramonti a nord est)
- Paulina Rubio - Lo haré por ti
- Alcazar - Crying at the Discoteque
- Lollipop - Down Down Down
- Jessica Simpson - Irresistible
- Laura Pausini - Fidati di me
- Anna Oxa - Un'emozione da poco
- Emma Bunton - What Took You So Long?
- Nelly Furtado - I'm Like a Bird e Turn Off the Light
- Ricky Martin - Loaded e La bomba
- Eros Ramazzotti - L'ombra del gigante e Fuoco nel fuoco
- Edoardo Bennato - Le ragazze fanno grandi sogni, Afferrare una stella e L'isola che non c'è
- Roxette - Real Sugar
- Geri Halliwell - It's Raining Men e Scream If You Wanna Go Faster
- Reggae National Tickets featuring Lisa Frazier - I got you babe
- Eiffel 65 - Lucky (In My Life)
- Francesco Tricarico - Io Sono Francesco e Drago
- Lou Bega - Gentleman
- Tiromancino - Due destini
- 883 - Bella vera e La lunga estate caldissima
- Delta V - Un'estate fa
- Lùnapop - Resta con me
- Neffa - La mia signorina
- Alex Britti - Io con la ragazza mia tu con la ragazza tua
- Lisa Stansfield - Let's Just Call It Love
- Westlife - Uptown Girl
- Syria - Maledetto il giorno
- Bon Jovi - One Wild Night
- Fiorella Mannoia - Fragile
- Matia Bazar - Dolce canto
- Giorgia - Senza ali
- Hooverphonic - Mad About You e Out Of Sight
- Stereophonics - Have a Nice Day
- Irene Grandi - Per fare l'amore
- Ronan Keating - Lovin' Each Day
- Marcela Morelo - Para toda la vida
- Kelly Joyce - Avec l'amour
- Velvet - Boyband
- Gazosa - www.mipiacitu
- Paps'n'Skar - Get It On
- Jack Floyd - Move Your Feet
- The Ark - It Takes a Fool to Remain Sane
- Train - Drops of Jupiter (Tell Me)
- Craig David - Walking Away
- Bond - Victory
- Dido - Here with me
- Texas - Inner Smile
- Jarabe de Palo - Dos dias en la vida e Tiempo
- Elton John - I Want Love e Your Song
- Jamiroquai - Little L
- The Cranberries - Analyse
- Biagio Antonacci - Le cose che hai amato di più
- Dakar & Grinser - Stay with me
- Lifehouse - Hanging by a moment
- Mothership - I Adore You
- Kyma - Lovin' It
- Mark Lopez - Guitar
- Standfast - Carcrashes
- Toploader - Just hold on
- Spooks - Things I've seen
- Daniele Groff - Anna Julia
- Otto Ohm - Amore al terzo piano
- Africa Unite - Medley
- Titiyo - Come along
- Pooh - Un grande amore
- Marina Rei - Maestri sull'altare
- Carmen Consoli - L'ultimo bacio

## Altri premi
- Premio Radio: Raf con Infinito[1]
- Premio Internazionale: Noelia con Candela[1]
- Premio Rivelazione Italiana: Valeria Rossi con Tre parole[1]
- Premio come miglior album: Vasco Rossi con Stupido hotel[1]

## Sigla
La videosigla di questa edizione erano le canzoni Mareluna di Pino Daniele e Siamo Soli di Vasco Rossi.

## Organizzazione
Mediaset

## Direzione Artistica
Andrea Salvetti